# NGC 2867
NGC 2867 (nota anche come C 90) è una Nebulosa planetaria, nella costellazione della Carena.
È individuabile con facilità, 1 grado a NNE della brillante stella ι Carinae. In un telescopio rifrattore si presenta come una macchia chiara, con una dimensione angolare di 12 secondi d'arco; strumenti maggiori riescono ad individuare una vaga e appena irregolare struttura ad anello. Al suo centro si trova una stella di ottava magnitudine.